# Mordsache: Liebe
Mordsache: Liebe ist ein US-amerikanischer Spielfilm aus dem Jahr 1950 mit Ginger Rogers in der Hauptrolle. Der Film wurde von Warner Bros. produziert und basiert auf dem 1939 uraufgeführten Bühnenstück Ladies and Gentlemen von Charles MacArthur und Ben Hecht.

## Handlung
Ernest Craig ist des Mordes an seiner Frau angeklagt. Richter Byron vereidigt die Jury, die danach abgesondert wird. Zur Jury gehören die geschiedene Terry Scott, der Familienvater David Campbell, die mit ihrem sechsten Kind schwangere Lena Fassler, die Gesellschaftsdame Isobel Bradford und der Frauenheld Robert Fisher, der Interesse an Terry zeigt. Die Jurymitglieder werden aufgefordert, sich nicht über den Fall zu unterhalten, halten sich aber beim Abendessen nicht daran. Die meisten sind von Craigs Schuld überzeugt und glauben, das Motiv sei die Weigerung seiner Frau, nicht in die Scheidung eingestimmt zu haben. Terry hingegen plädiert dafür abzuwarten, bis Craigs Schuld eindeutig bewiesen sei.
Nach einem ermüdenden Verhandlungstag kommt es im Hotel zu hitzigen Diskussionen über den Fall. Terry und David gehen auf den Balkon, werden aber von Robert und Isobel bald darauf gestört. David und Isobel sehen in Craigs Verlassen seiner Ehefrau ein Indiz für seine Schuld. Terry beschuldigt sie daraufhin der Selbstgefälligkeit und des Starrsinns. Einige Zeit später beginnt Robert über Terrys Attraktivität zu sprechen. David zieht sich auf den Balkon zurück und trifft dort wieder auf Terry, die sich bei ihm für ihren Ausbruch entschuldigt. Sie unterhalten sich über ihr bisheriges Leben, zum Schluss küssen sie sich.
Am folgenden Verhandlungstag liest der Staatsanwalt einen Liebesbrief des Angeklagten an seine Frau vor, was Terry aufbringt. Während der folgenden Pause sagt sie David, dass sie aufhören müssen, sich zu sehen. Als Nächstes wird Craigs Schwägerin in den Zeugenstand gerufen, die aussagt, dass sie einen Streit zwischen Craig und ihrer Schwester gehört hat, kurz bevor Craigs Frau von einer Klippe stürzte. Es kommt zu einer Nachstellung der Situation in der Hütte der Craigs, bei der eine Polizistin das Todesopfer darstellt. Nachdem die Verteidigung ihren Standpunkt dargelegt hat, zieht sich die Jury zur Beratung zurück. David wird zum Jurysprecher gewählt. Terry fordert David auf, nach der Verhandlung zu seiner Frau zurückzugeben, um sich Klarheit über seine Gefühle zu verschaffen.
Die erste Abstimmung bringt kein Ergebnis. Lena hat sich der Stimme enthalten. David erklärt ihr, dass, wenn sie nicht sicher sei, ob Craig schuldig sei, sie für nicht schuldig stimmen muss. Einer der Jurymitglieder macht den Hinweis, dass Craig seine Frau hätte packen können, als sie drohte abzustürzen. Terry steht neben ihm und gibt vor zusammenzubrechen. Der Mann schafft es nicht, sie zu packen. Isobel plädiert auf schuldig. Ihr Argument ist, dass Craig, auch wenn er seine Frau nicht geschubst hat, sie in jeder anderen Art und Weise getötet habe. Sie nennt den Angeklagten Craig Ernest Bradford und macht so ihren Ärger auf ihren eigenen Ex-Mann deutlich. Arthur Timkin sieht Craig als schuldig. Davids Liebelei mit Terry habe deren Urteilsvermögen vernebelt. Terry erwidert, dass sie David nach der Verhandlung zu seiner Familie gehen lässt.
Ernest Craig wird freigesprochen. Nach seiner Freilassung sprechen Terry und David über ihre Zukunft. Eine Beziehung, bei der andere verletzt werden, ist für beide nicht tragbar. So kehrt Terry nach Cleveland zurück und David zu seiner Familie.

## Produktion
Gedreht wurde der Film von Ende Juni bis Anfang August 1949 in Los Angeles sowie in den Warner-Studios in Burbank .

## Stab und Besetzung
George James Hopkins war der Szenenbildner, Milo Anderson der Kostümbildner.
In kleinen nicht im Abspann erwähnten Nebenrollen traten Whit Bissell, Frank Cady, Ned Glass, Creighton Hale, Weldon Heyburn, Paul Panzer, Hank Patterson, Ford Rainey (als Ernest Craig), William Schallert, Sarah Selby und Tom Wilson auf.

## Veröffentlichung
Die Premiere des Films fand am 11. März 1950 in New York statt. In der Bundesrepublik Deutschland wurde er am 17. Mai 1997 im deutschen Fernsehen ausgestrahlt.

## Kritiken
Das Lexikon des internationalen Films schrieb: „Abgesehen von einigen witzigen Dialogsätzen und einer guten darstellerischen Leistung von Ginger Rogers wirkt der Film wie ein einfallslos abgefilmtes Theaterstück.“
Bosley Crowther von der The New York Times befand, angesichts des schwachen Drehbuchs habe Regisseur Windust sein Bestes gegeben. Produzent Wald sollte ihm dankbarer sein als den Drehbuchautoren.
Demgegenüber lobte die Variety speziell die Autoren, die das Bühnenstück in einen flotten Film gefüllt haben. Edith Sommer habe das vortrefflich gemacht und Windust energisch zu Ende gebracht.